# Evelyn Underhillová
Evelyn Underhillová (6. prosince 1875, Wolverhampton, Anglie – 15. června 1941, Londýn) byla anglická náboženská spisovatelka, autorka knih o mystice a křesťanské spiritualitě.

## Život
Základní a střední vzdělání získala doma a na soukromé škole ve Folkestone; vystudovala historii a botaniku na King's College for Women v Londýně, zabývala se také studiem anglického folklóru a uměleckými řemesly. V roce 1907 konvertovala ke křesťanství; atmosféra málo příznivá svobodnému myšlení, která zavládla po odsouzení modernismu papežem Piem X., ji odradila od vstupu do římskokatolické církve a Underhillová se později stala anglikánkou. V roce 1910 se seznámila s baronem von Hügel, jehož názory (zejména přesvědčení o ústřední roli mystiky v náboženství) hluboce ovlivnily její dílo.
Od své konverze se věnovala charitativní činnosti, ale především a ve stále větší míře psaní a přednáškám o mystice a duchovním životě. V roce 1921 jako první žena v historii přednášela o teologii v Oxfordu, roku 1927 se stala členkou King's College v Londýně, roku 1939 obdržela čestný doktorát teologie na univerzitě v Aberdeenu. Byla první ženou, která přednášela o teologii klerikům anglikánské církve a vedla v ní duchovní cvičení.
Za první světové války pracovala jako dobrovolnice ve štábu Královského námořnictva; později se stala pacifistkou a kritizovala britskou účast v druhé světové válce.

## Dílo
V roce 1911 vydala Underhillová své nejznámější dílo, Mystiku (Mysticism. A Study in the Nature and Development of Spiritual Consciousness). V roce 1915 následovala monografie o Janu Ruysbroekovi, vlámském mystikovi 14. století (Ruysbroeck), v roce 1936 kniha o podstatě bohoslužby (Worship) a vedle toho řada kratších děl. Underhillová je rovněž autorkou několika sbírek básní (např. Theophanies, 1916) a románů (The Grey World, 1904). Společně s R. Thákurem přeložila do angličtiny sto Kabirových básní (Songs of Kabir, 1915).

### Mystika
Pětisetstránková Mystika je dnes v oboru studia mystiky takřka klasický text (odvolává se na ni mj. Henri Bergson ve spisu Dva zdroje morálky a náboženství, u nás ji mezi válkami citoval filosof Vladimír Hoppe). Do roku 1932 vyšla dvanáctkrát, mírně rozšířené dvanácté vydání od té doby vyšlo v řadě reprintů (naposledy 2005; od r. 2005 je úplný text v různých formátech přístupný na internetu). Je založena na studiu velkého množství pramenů – především křesťanských mystiků (Terezie z Avily, Jan od Kříže, Kateřina Sienská, Juliána z Norwiche, Mechthilda z Magdeburku, anonymní spis Oblak nevědění, Pseudo-Dionysios Areopagita, Dante, George Fox a další), mystiků na pomezí křesťanské ortodoxie (Mistr Eckhart, Jakob Böhme, William Blake) a mystiků islámských, zejména súfijských (al-Ghazzálí, Rúmí a další); mystika dalších náboženství a kultur zůstává stranou.
Výklad, kterému tento bohatý materiál podrobuje, označuje Underhillová jako "nepokrytě psychologický"; tato psychologie ovšem vychází z takového pojetí světa, kde je člověk schopen bezprostředního kontaktu nejen se smyslovou skutečností, ale i se skutečností transcendentní včetně poslední Skutečnosti – Absolutna. Mystická zkušenost je pro Underhillovou právě bezprostřední setkání s touto poslední Skutečností.
Literární nadání, velká schopnost vcítění (a snad i vlastní mystické zkušenosti) umožnily Underhillové podat i obtížné problémy mystiky čtivě, srozumitelně a bez zkreslujícího zjednodušování. Neustále přitom kriticky odděluje jádro mystiky – úsilí o setkání a sjednocení s transcendentním řádem – od kulturně a historicky proměnlivých vnějších rysů.

#### Podstata mystiky
V první části knihy (Mystický fakt) konfrontuje mystickou zkušenost s různými proudy filosofie, soudobou psychologií, s teologií a magií a podává interpretaci symbolů, které mystikové při popisu své zkušenosti nejčastěji používají.
Jediným typem metafyziky, která odpovídá faktům mystické zkušenosti, je podle Underhillové jistý "omezený dualismus", který je s to vidět poslední Skutečnost jako bytí i dění, věčnost i čas, Jedno i mnohé. Dobrá mystická filosofie musí ponechat místo pro obě tyto interpretace mystické zkušenosti; většinu mystiků však lze rozdělit na ty, kteří transcendentní skutečnost vnímají spíše mimo svět, "nad" ním, "za" vším vnímatelným i myslitelným, a na ty, kdo naopak vnímají spíše její přítomnost ve věcech tohoto světa.
V této první části také Underhillová popisuje pět charakteristických znaků mystiky:
- Pravá mystika je aktivní a praktická; znamená určité jednání, nikoli teoretickou spekulaci nebo uznání určité nauky.
- Cíle pravé mystiky jsou ryze transcendentní; o kontakt s Absolutnem usiluje jen kvůli Absolutnu samému, ne kvůli výsledkům tohoto setkání. Na rozdíl od magie nebo techniky se tedy "nestará o rozšiřování, zkoumání, nové pořádání nebo zlepšování něčeho ve viditelném vesmíru."[6]
- Pro pravou mystiku není poslední Skutečnost předmětem zkoumání, ale předmětem lásky.
- Pravá mystika tíhne k tomu, aby postupně ovládla celý mystikův život, nejen jeho rozum a city.
- Pravá mystika nikdy nehledá sama sebe. "Mystik se na svou pouť nevydává proto, že by toužil po štěstí blaženého patření, po extázi sjednocení s absolutnem nebo po jakékoli jiné osobní odměně. ... Jde, protože musí."[7]

#### Mystická cesta
Druhá část popisuje vývoj duchovního vědomí, tj. mystickou cestu. Underhillová přejímá tradiční trojité dělení na cestu očišťování (via purgativa), cestu osvícení (via illuminativa) a cestu sjednocení (via unitiva), věnuje však velkou pozornost ještě dalším dvěma stádiím – "mystickému probuzení" a "temné noci duše". Výsledné schéma má tedy pět fází:
- Mystické probuzení – jím mystická cesta začíná. Zpravidla je to náhlá, jednorázová zkušenost; pole vědomí se přesouvá na vyšší úroveň, poprvé se vynořuje "vášeň pro Absolutno".
- Očišťování – probuzené Já se zbavuje všeho, co není v souladu s poslední Skutečností: iluzí, nedokonalostí, hříchů.
- Osvícení – "první mystický život", vědomý soulad s poslední Skutečností. Mysl se na ni plně soustředí, už ji nerozptylují její averze, úzkosti nebo záliby.
- Temná noc duše – nevyhnutelná krize před poslední fází, velký výkyv zpět do temnoty, stav únavy a malátnosti po vytrvalé mystické činnosti. Předchozí schopnosti (kontemplace, vnitřní modlitba) jako by se ztratily. Jestliže se na osvícení mohou podílet i básníci a umělci, zde už jdou dále jen mystici.
- Sjednocení – definitivní zformování celé vnitřní struktury člověka v souladu s poslední Skutečností. Mystici je často popisují jako "zbožnění" (deifikaci) nebo jako "duchovní svatbu" duše s Bohem.

Mystická cesta se tedy podobá výstupu po spirále, jejíž jedna strana je osvícena a druhá ve stínu: v první, třetí a páté fázi cesty převažují "stavy rozkoše", v druhé a čtvrté "stavy utrpení". V rámci tohoto schématu ovšem Underhillová podrobně studuje rozmanité konkrétní podoby mystického života.
V této druhé části knihy také podává výklad v podstatě doprovodného psychologického fenoménu vidění a hlasů; analyzuje rovněž stavy kontemplace, extáze a vytržení.

#### Dějiny evropské mystiky
Ke dvanáctému vydání Mystiky připsala Underhillová krátký, ale hutný dodatek – Historický přehled evropské mystiky od začátku křesťanské éry do Blakeovy smrti. Vývoj evropské mystiky má podle ní podobu křivky o třech vrcholech. Prvního vrcholu dosahuje ve 3. století (Órigenés, Plótínos, Porfyrios).
Na začátku středověku má evropská mystika dvě hlavní podoby – neoplatónskou (Pseudo-Dionysios Areopagita, Augustinus) a umírněnější benediktinskou; jejich další vývoj však lze sledovat až od 11. století (Anselm z Canterbury, později Bernard z Clairvaux, Hildegarda z Bingenu, Richard od sv. Viktora). Od 12.–13. století vidíme specifické typy mystiky v Německu (Mechthilda z Magdeburku aj.) a v Itálii (František z Assisi, Jacopone da Todi, Anděla z Foligna a další).
Druhý, nejvyšší vrchol křivky – zlatou dobu mystiky – představuje mystika 14. století (Ramón Llull, Dante, Mistr Eckhart a jeho žáci, Ryusbroek, Kateřina Sienská, Brigita Švédská a řada anonymních spisů), třetím vrcholem je pak mystika 16. století (Terezie z Avily, Jan od Kříže, Ignác z Loyoly, Růžena Limská, Jakob Böhme).